# Geodorum duperreanum
Geodorum duperreanum är en orkidéart som beskrevs av Jean Baptiste Louis Pierre. Geodorum duperreanum ingår i släktet Geodorum och familjen orkidéer.
Artens utbredningsområde är Vietnam. Inga underarter finns listade i Catalogue of Life.